# Dužica
Dužica falu Horvátországban, Sziszek-Monoszló megyében. Közigazgatásilag Lekenikhez tartozik.

## Fekvése
Sziszek városától légvonalban 12, közúton 27 km-re északnyugatra, községközpontjától 6 km-re délre fekszik.

## Története
A település a helyiek magyarázata szerint azokról a hosszú deszkákról kapta a nevét, melyekből az itteniek hordókat és a bor tárolására alkalmas lajtokat készítettek. A régészeti leletek tanúsága szerint már a római korban éltek itt emberek. Ezt bizonyítja az itt talált ókori település, út és a Kulpa mellett épített ókori védtöltés maradványa. E terület a korai Horvát Királyság idejében a gorai plébániához tartozott, mely később zsupánság, majd hűbérbirtok lett. A gorai birtokot mely abban az időben a Kulpa mindkét partjára kiterjedt még a 12. század végén III. Béla király a templomosoknak adta, majd a rend megszüntetése után 1312-től a vránai johannita perjelség gorai birtokához tartozott. 1514-ben a teljes gorai birtokot a Frangepán család szluini ága szerezte meg. A török hódítás előretörését a 16. század második felében a térség is megsínylette különösen az 1580-as és 1590-es években, amikor Sziszek körül súlyos harcok folytak. A 16. század végén kihalt a Frangepánok szluini ága és a 17. század elején az Erdődy család birtoka lett. A lakosság veszteségét a 17. század végétől Boszniából áttelepült horvátokkal igyekeztek pótolni.
A településnek 1857-ben 382, 1910-ben 501 lakosa volt. Iskolája 1898-ban nyílt meg. A 20. század első éveiben a kilátástalan gazdasági helyzet miatt sokan vándoroltak ki a tengerentúlra. 1918-ban az új szerb-horvát-szlovén állam, majd később Jugoszlávia része lett. A második világháború idején a Független Horvát Állam része volt. A háború után a béke időszaka köszöntött a településre. Enyhült a szegénység és sok ember talált munkát a közeli városokban. A falu 1991. június 25-én a független Horvátország része lett. 2011-ben 395 lakosa volt.

## Népesség
| Lakosság változása | Lakosság változása | Lakosság változása | Lakosság változása | Lakosság változása | Lakosság változása | Lakosság változása | Lakosság változása | Lakosság változása | Lakosság változása | Lakosság változása | Lakosság változása | Lakosság változása | Lakosság változása | Lakosság változása | Lakosság változása |
| ------------------ | ------------------ | ------------------ | ------------------ | ------------------ | ------------------ | ------------------ | ------------------ | ------------------ | ------------------ | ------------------ | ------------------ | ------------------ | ------------------ | ------------------ | ------------------ |
| 1857               | 1869               | 1880               | 1890               | 1900               | 1910               | 1921               | 1931               | 1948               | 1953               | 1961               | 1971               | 1981               | 1991               | 2001               | 2011               |
| 382                | 364                | 381                | 424                | 458                | 501                | 474                | 500                | 509                | 555                | 580                | 533                | 497                | 447                | 395                | 353                |

## Nevezetességei
- Keresztelő Szent János tiszteletére épült római katolikus kápolnája a 19. században épült. a kápolna elődjét már 1699-ben említik. Ez egy fakápolna volt homlokzata felett kis toronnyal. A 19. században épített kápolna historizáló stílusú egyhajós épület szűz, félköríves apszissal, északi oldalán sekrestyével, homlokzata felett harangtoronnyal. Oltára barokk stílusú, de régi szobrait ellopták, így újakkal kellett pótolni. A kápolna állapota miatt felújításra szorul.
- A faluból a Kulpa töltése felé vezető úttól északra és délre egy alacsony töltéses részen római település maradványai találhatók. A régi források szerint valamikor a római épületek alapfalai és más, a településre utaló nyomok is látszottak, de mára mindent befedett a növényzet.
- A Sredina nevű réten ugyancsak római alapfalak és jól kivehető sánc maradványai láthatók. erről a helyről római út vezethetett a Kulpának a Čep nevű határrészen levő északi holtágához. A falutól nyugatra fekvő Čepnél nagyméretű római kori épület maradványai kerültek elő. Itt is számos leletet, köztük téglákat, mozaikdarabkákat, cseréptöredékeket és az 1. és a 4. század között használt római pénzérméket találtak. Ezt a lelőhelyet is alaposan benőtte a növényzet.
- A településen több védett emeletes fa lakóház és épület található, melyek a 19. és 20. században épültek.
- A nemzeti felszabadító háború hőseinek emlékművét 1961-ben emelték.